# シロハラ
シロハラ（白腹、学名: Turdus pallidus）は、ツグミ属に分類される鳥の一種。

## 形態
体長は25cmほどで、ヒヨドリよりわずかに小さい。ツグミ類らしく嘴と脚がよく発達した体型をしている。学名、英名ともに淡い色のツグミという意味。ほぼ全身が灰褐色で、和名の通り腹部が白っぽい。見かけはアカハラやマミチャジナイなどに似るが、体に橙色の部分はない。
雌雄同色だが、メスの方が顔や腹部が白っぽく、目の上に薄い眉斑がある。

## 生態
森林の茂みの中にひそむことが多いが、都市部の公園や緑地帯などにも姿を現す。単独で行動し、地上をピョンピョンと跳ねて獲物を探す様子が見られる。
食性は雑食で、ツグミと同様に地面に降りて昆虫やミミズなどの小動物を捕食するが、木の実もよく食べる。さえずりはアカハラに似るが冬はほとんど鳴かず、たまに小声で「キョッ キョッ」などと地鳴きをする程度である。
渡りの経由地である沖縄本島で、タニシの一種であるオキナワヤマタニシを捕食することが知られている。

## 分布
東アジアに分布する。中国東北部からロシア沿海地方にかけての地域で繁殖し、日本や朝鮮半島、中国で越冬する渡り鳥である。
日本ではほとんどが冬鳥で、本州以南の積雪のない低地で主に見られる。日本で越冬するものは春になると北方の繁殖地に戻る。中国山地や対馬の御岳鳥類繁殖地（日本国指定の天然記念物）など、西日本の山地でも少数が繁殖していると考えられていたが、西中国山地で繁殖しているのが確認された。なお、日本では鳥獣保護法により禁猟であり、捕えると処罰対象となる。